# Steeton, West Yorkshire
Steeton är en ort i Bradford i Storbritannien. Den ligger i grevskapet West Yorkshire och riksdelen England, i den centrala delen av landet, 290 km norr om huvudstaden London. Steeton ligger 244 meter över havet och antalet invånare är 4 196.
Terrängen runt Steeton är lite kuperad.Runt Steeton är det mycket tätbefolkat, med 1 266 invånare per kvadratkilometer. Närmaste större samhälle är Bradford, 16,3 km sydost om Steeton. Trakten runt Steeton består i huvudsak av gräsmarker.